# ピエール・バルー
ピエール・バルー（Pierre Barouh、1934年2月19日 - 2016年12月28日）は、フランスの音楽家であり、俳優でもある。また、インディレーベル「サラヴァ」の主宰者であり、映画監督、音楽プロデューサー、才能発見者である。

## 経歴
パリ生まれ。14歳のころから世界を放浪する。1966年の名作『男と女』でヒロインの夫役を演じ、一躍有名になった。
俳優としてはクロード・ルルーシュ作品の常連だが、バルーは作詞、作曲、歌もこなすシンガーソングライターである。
1968年に公開された『白い恋人たち』（第10回冬季オリンピックグルノーブル大会公式記録映画）では、フランシス・レイが作曲した主題曲に詩をつけている。
ジャーナリスト、バレーボールの代表選手だった経歴もある。
14歳からギタリストとして音楽活動をはじめ、ポルトガルを旅した際にシヴーカに出会ったことからブラジル音楽のボサノヴァを知り、フランスに戻りボサノヴァを広める。音楽レーベル「サラヴァ（Saravah）」を設立、独特の制作センスで多くの作品を発表すると共に、日本における「フレンチ・ボサ（French Bossa）」ブームの火付け役も担った。
私生活では、『男と女』で共演したアヌーク・エーメと1966年に結婚したが、3年後に離婚。その後、パリ在住の日本人女性との間に3人の子供をもうけている。1980年代より日本での活動も度々行い、公私共に日本と縁が深い。また、娘のマイア・バルー（1985年パリ生まれ）も、2006年から音楽活動を開始した。
アルバム『ル・ポレン（花粉）』は、高橋幸宏、加藤和彦を筆頭に、YMO、ムーンライダース、清水靖晃、マライアなどのメンバーがサポートした。セゾンカードのコマーシャル『一緒なら、きっと、うまくいくさ』に、表題作「花粉」が使用された。翌年リリースされた『シエラ』（アルファレコード）では、大貫妙子、立花ハジメとも共演した。
2016年12月28日、心臓発作のため死去。

## ディスコグラフィ

### スタジオ・アルバム
- Pierre Barouh (1966年) ※『VIVRE〜生きる』 - Vivreとして再発
- 『ヴァイキング・バンク』 - Viking bank (1977年)
- 『ル・ポレン (花粉)』 - Le pollen (1982年)
- 『シエラ』 - Sierras (1984年)
- 『ノエル』 - Noël (1991年)
- 『一期一会』 - Itchi go Itchi e – Une rencontre, une occasion (1998年)
- 『ダルトニアン』 - Daltonien (2007年)

### ライブ・アルバム
- 『カルダン劇場ライヴ1983』 - Dites 33 (Volume 2) ※with 清水靖晃 & ムーンライダーズ) (2001年) ※パリにて1983年2月15日録音[2]

### サウンドトラック・アルバム
- 『男と女』 - A Man and a Woman ("Un homme et une femme") (1967年) ※with フランシス・レイ、ニコル・クロワジール
- 『白い恋人たち』 - 13 jours en France (1969年) ※with フランシス・レイ、ニコル・クロワジール
- 『サ・ヴァ、サ・ヴィアン』 - Ça va, ça vient (1971年)
- 『ラスト・チャンス・キャバレー』 - Au Kabaret de la dernière chance (1992年) ※with アニタ・ヴァレッホ、Oscar Castro、Aleph Theatre troupe[3]

### コンピレーション・アルバム
- 『サウダージ』 - Saudade (Un Manque Habité) (2001年) ※初期シングルとレア・テイク集
- Les Années Disc'AZ – L'intégrale Des Chansons (2008年)
- 『森の記憶』 - 60 ans de chansons à des titres Divers (parfois Dit Vert) sur l'humain et ce qui l'entoure (2012年)

### プロデュース参加アルバム
- ブリジット・フォンテーヌ : 『ブリジット・フォンテーヌは…』 - Brigitte Fontaine est... folle! (1968年)
- ブリジット・フォンテーヌ、アレスキー・ベルカセム & アート・アンサンブル・オブ・シカゴ : 『ラジオのように』 - Comme à la radio (1969年)
- ジャック・イジュラン & アレスキー・ベルカセム : 『アレスキーとイジュラン』 - Higelin & Areski (1969年)
- ジャン＝ロジェ・コシモン : 『くちなし』 - Chante Jean-Roger Caussimon (1970年)
- アレスキー・ベルカセム : 『アン・ボー・マタン』 - Un beau matin (1971年)
- ブリジット・フォンテーヌ : 『ブリジット・フォンテーヌ3』 - Brigitte Fontaine by Brigitte Fontaine (1972年)
- バルネ・ウィラン : 『モシ』 - Moshi (1972年)
- ミシェル・ロック : 『コーラス』 - Chorus (1972年)
- デイヴィッド・マクニール : David McNeil (1972年)
- ブリジット・フォンテーヌ & アレスキー・ベルカセム : 『私はこの男を知らない〜ブリジット・フォンテーヌ4』 - Je ne connais pas cet homme (1973年)
- ジャン＝ロジェ・コシモン : 『ジャン・ロジェ・コシモン (2)』 - Jean-Roger Caussimon (1973年)
- ピエール・アケンダンゲ : 『ナンディポ』 - Nandipo (1974年)
- ブリジット・フォンテーヌ & アレスキー・ベルカセム : 『幸福』 - Le Bonheur (1975年)
- ナナ・ヴァスコンセロス、ネルソン・アンジェロ & ノヴェッリ : Nana, Nelson Angelo, Novelli (1975年)
- チック・ストリートマン : Growing Up (1975年)
- スティーヴ・レイシー : Dreams (1975年)
- デイヴィッド・マクニール : J’ai déjà fait mon arche, j’attends les animaux (1975年)
- ピエール・アケンダンゲ : 『アフリカ・オボタ』 - Afrika Obota (1976年)
- ジャン＝フィリップ・グード & オリヴァー・コール : Jeunes Années (1976年)
- チャンピオン・ジャック・デュプリー : Shakespeare Says (1976年)
- ホーカン・アウストボ : Schumann – Sonate Op.11 / Ravel – Miroirs (1977年)
- フィリップ・レオタール : À l'amour comme à la guerre (1990年)
- アラン・ルプレスト & リシャール・ガリアーノ : 『ヴォーチェ・ア・マーノ』 - Voce a Mano (1992年)
- ダニエル・ミル : Sur les quais (1993年)
- フレッド・プレ : 『僕のビッグ・ヒット』 - Mes plus grands succès (1995年)
- フランソワーズ・クシェイダ : 『スカルプ川よりセーヌ河へ』 - De la Scarpe à la Seine (1995年)[4]
- フレッド・プレ : Encore cédé (1996年)
- ビーア・クリーガー : 『風の記憶』 - La mémoire du vent (1997年)
- ジェラール・ピエロン : En revenant du bal (1997年)
- アラム・セダフィアン : Ces moments Là (1997年) ※ベルトラン・ムージャンと共同プロデュース[5]
- ダニエル・ミル : Le Funambule (1997年)
- ダニエル・ミル : Les heures tranquilles (1998年)[6]
- フランソワーズ・クシェイダ : Cris de coeur (1998年)[7]
- ビーア・クリーガー : Sources (2000年)
- エリック・ギィユトン : Et s'il était deux fois (2000年) ※EP
- エティエンヌ・ブリュネ & フレッド・ヴァン・ホーフ : Improvisations (2001年)
- トリオ・カマラ : 『トリオ・カマラ』 - Le Trio Camara (2001年) ※イヴ・シャンベルランと共同プロデュース

## フィルモグラフィ（映画監督として）
- 『サラヴァ』 - Sarava (1969年) ※16mm
- 『サヴァ・サヴィアン』 - Ça va, ça vient (1970年) ※16mm
- 『ファミリーアルバム』 - L'Album de famille (1976年) ※16mm
- 『Les Grands Sentiments』 - Les Grands Sentiments (1977年) ※16mm
- 『Le Divorcement』 - Le Divorcement (1978年) ※35mm
- On s'aimait tant à Santiago (1988年) ※ビデオ
- Les Nuits de nacre (1989年) ※Hi8
- 『時と時間』 - L'Horaire et le Temps (1997年) ※Hi8
- La Rencontre joyeuse (1997年) ※Hi8
- Knom Tiso (2000年) ※Hi8
- Rencontre à Canta-Callo (2001年) ※Hi8
- Accordéon (2002年)
- 『サヴァ・サヴィアン ビス』 - Ça va, ça vient (bis) (2003年) ※Hi8

## フィルモグラフィ（出演作）
- D’où viens-tu Johnny? (1963年)
- 『乙女と猟銃』 - Une fille et des fusils (1964年)
- 『漂流』 - La derive (1964年)
- 『男と女』 - Un homme et une femme (1966年)
- 『パリのめぐり逢い』 - Vivre pour vivre (1967年)
- Les Naufragés de l'ile de la Tortue (1974年) ※ジャック・ロジエ監督作
- 『続・男と女』 - Un autre homme, une autre chance (1977年)
- 『夏の月夜はご用心』 - Il y a des jours... et des lunes (1990年)
- 『愛する勇気』 - Le Courage d'aimer (2005年)

## 作家として
- 『サヴァ・サヴィアン 目を開けて夢見る者たち』(2008年、求龍堂)
- 『Les Rivières souterraines』（2012年、A vos pages）